# Short track ai III Giochi olimpici giovanili invernali
Le gare di short track dei III Giochi olimpici giovanili invernali si sono svolte al Patinoire de Malley di Losanna, in Svizzera, dal 18 al 22 gennaio 2020. Si sono svolti 5 eventi.

## Podi

### Ragazzi
| Evento | Oro           | Tempo    | Argento       | Tempo    | Bronzo       | Tempo    |
| 500 m  | Lee Jeong-min | 40"772   | Jang Sung-woo | 41"000   | Zhang Tianyi | 48"570   |
| 1000 m | Jang Sung-woo | 1'33"531 | Lee Jeong-min | 1'33"646 | Li Kongchao  | 1'33"851 |

### Ragazze
| Evento | Oro         | Tempo    | Argento            | Tempo    | Bronzo            | Tempo    |
| 500 m  | Seo Whi-min | 43"483   | Michelle Velzeboer | 45"235   | Florence Brunelle | 45"314   |
| 1000 m | Seo Whi-min | 1'29"439 | Kim Chan-seo       | 1'29"538 | Florence Brunelle | 1'30"024 |

### Misti
| Evento          | Oro                                                                | Tempo    | Argento                                                          | Tempo   | Bronzo                                                            | Tempo    |
| Staffetta mista | Squadra B Kim Chan-seo Diede van Oorschot Shogo Miyata Jonathan So | 4'14"413 | Squadra G Iuliia Beresneva Chang Hui Jang Sung-woo Gabriel Volet | 4'14"49 | Squadra A Olivia Weedon Seo Whi-min Thomas Nadalini Ethan De Rose | 4'17"181 |